# Comuna Vejle (1970-2006)
Vejle (Vejle Kommune) a fost o comună din comitatul Vejle Amt, Danemarca, care a existat între anii 1970-2006. Comuna avea o suprafață totală de 143,98 km² și o populație de 5.575 de locuitori (în 2004), iar din 2007 teritoriul său face parte din comuna Vejle.
1. ↑  Danske borgmestre 1970-2018 (PDF)